# Anisocentropus krampus
Anisocentropus krampus là một loài Trichoptera trong họ Calamoceratidae. Chúng phân bố ở miền Australasia.